# Абідоський список (храм Сеті I)

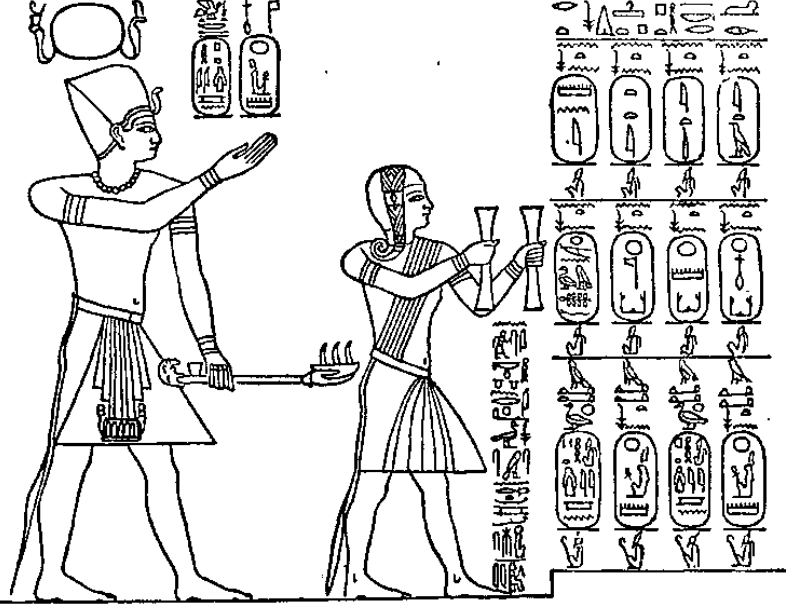
Початок списку царів.

Абідоський список (англ. Abydos King List або ще англ. Abydos Table) — список фараонів Стародавнього Єгипту, висічений на стіні храму Сеті I в Абідосі.
Цю пам'ятку знайшов Огюст Маріетт. На відміну від раніше знайденого, але гірше збереженого аналогічного списку з храму Рамсеса II, сина Сеті I, цей має назву «нова Абідоська таблиця» (la nouvelle table d'Abydos).
У список не введено імен фараонів I і II перехідних періодів, а також п'яти царів XVIII династії: Хатшепсут, Ехнатона, Сменхкари, Тутанхамона і Ая (Хатшепсут була виключена внаслідок передбачуваних гонінь Тутмоса III, а четверо інших фараонів належали до Амарнського періоду і були прокляті як єретики).